# دهندر كلك (غافروبارمون)
دهندر کلك (بالفارسية: دهندرکلک) هي قرية تقع في إيران في قسم غافروبارمون الريفي. يقدر عدد سكانها بـ 269 نسمة بحسب إحصاء 2016.